# Eugeniusz Ciuruś
Eugeniusz Henryk Ciuruś (ur. 12 kwietnia 1925 w Dourges, zm. 13 października 2001 w Pruszkowie) – polski działacz partyjny i dyplomata, ambasador PRL w Brazylii (1970–1974) i Nikaragui (1980–1985).

## Życiorys
Eugeniusz Ciuruś urodził się w rodzinie górniczej Wiktora i Emilii. Od 1938 do 1947 przebywał na emigracji ekonomicznej w Argentynie. Członek Komunistycznej Partii Argentyny (1942–1946), w tym sekretarz komitetu dzielnicowego w Buenos Aires. Studia ukończył w Wyższej Szkole Nauk Społecznych przy KC PZPR (1954–1956). Uczęszczał także do Centralnej Szkoły Partyjnej PZPR w Łodzi (1948).
Członek Polskiej Partii Robotniczej od 1947, a od 1948 Polskiej Zjednoczonej Partii Robotniczej. Od 1947 do 1963 pracował w aparacie partyjnym początkowo PPR, a później PZPR, głównie w Lublinie (1949, 1951–1959), a także w Hrubieszowie (1947–1948), Chełmie (1949–1950), Puławach (1950–1951) i Białymstoku (1961–1963). Doszedł do stanowiska członka egzekutywy komitetu wojewódzkiego. W 1962 wiceprzewodniczący Wojewódzkiego Komitetu Frontu Jedności Narodu w Białymstoku. Następnie był I sekretarzem i radcą Ambasady w Hawanie (1963–1967). Po powrocie pracował jako radca w Ministerstwie Spraw Zagranicznych. Od grudnia 1970 do stycznia 1974 ambasador w Brazylii. Następnie pracował w Towarzystwie Łączności z Polonią Zagraniczną „Polonia”.

## Publikacje
- Eugeniusz Ciuruś: Wystąpienia chłopów w Zamojszczyźnie w roku 1936. Lublin: Wydawnictwo Lubelskie, 1961, s. 61. OCLC 69468019.
- Eugeniusz Ciuruś: Polonia w Ameryce Łacińskiej. Zbigniew Dobosiewicz, Waldemar Rómmel (red.). Lublin: Wydawnictwo Lubelskie, 1977, s. 247. OCLC 69287819.
- Eugeniusz Ciuruś: Polacy w Argentynie. Lublin: PCKO UMCS, 1978, s. 44. OCLC 69459117.
- Eugeniusz Ciuruś: Polacy w Brazylii. Lublin: PCKO UMCS, 1978, s. 54. OCLC 69316272.